# Unterpichling
Unterpichling ist ein Dorf in der Gemeinde St. Georgen im Lavanttal im Bezirk Wolfsberg in Kärnten (Österreich).
Es leben 44 Personen (Stand 1. Jänner 2025) in diesem kleinen Dorf im Süden des Lavanttals. National und sogar international wurde der kleine Ort bekannt als Österreichs einziges „Nichtraucherdorf“. Etwa zwischen 1997 und 2000 brachten der ORF und ProSieben einen Fernsehbericht, auch die Österreichische Wochenzeitung News berichtete darüber.

## Geschichte
Im Jahre 1255 schenkte Graf Siegfried von Pfannberg dem Stift St. Paul unter Abt Leutold ein Bauerngut („einige Pfannbergische Besitzungen im Lavantthale“) in Puhelarn und ein weiteres bei Entresdorf (Andersdorf). Puhelarn inferius („inferius“ ist Lateinisch für „unten“), danach Unter-Bichling am Ragglbache (wie in Archiv für österreichische Geschichte, Band 18 aus 1857 erwähnt) und heute Unterpichling genannt.
Im Franziszeischen Kataster aus 1822–1828, angeboten durch die KAGIS, findet sich der Ort als Unterbuchling. Das Ortsbild gleicht bereits dem heutigen in weiten Zügen.

## Geografische Lage
Unterpichling liegt zwischen St. Paul, Maria Rojach und St. Georgen im Lavanttal. Der Ragglbach fließt von Eisdorf kommend in südwestlicher Richtung vorbei Richtung Allersdorf. Östlich der Ortschaft befindet sich der Pichlinger Kogel (522 m), der vor allem mit Nadelwald überzogen ist.

## Wirtschaft
Die Wirtschaft beschränkt sich auf eine Zimmerei die seit 1958 als Familienbetrieb geführt wird, sowie Bauernbetriebe, die Viehzucht und Milchproduktion betreiben, sowie ein Biohof, der Erdäpfel, Knoblauch und Zwiebel anbietet. 